# Catharina Maria Doll Egges
Catharina Maria Doll Egges (Amsterdam, 1776 – aldaar, 16 maart 1835) was redactrice en publiciste.

## Biografie
Doll werd geboren als dochter van de boekhandelaar Jan Doll en van Catharina Dóll-Egges. Na het overlijden van haar vader zette haar moeder de activiteiten van haar man voort. Zo gaf haar moeder onder andere de Almanak van vernuft en smaak uit tussen 1790 en 1817 onder de naam van De Weduwe J. Doll; dochter Catharina Maria Doll Egges redigeerde de latere jaargangen van deze almanak.
Doll publiceerde onder eigen naam ook verschillende geschriften, ook onder de naam Mej. C.M.D.E. Ze overleed ongehuwd in 1835. Ze correspondeerde verder met onder anderen Johan Meerman (1753-1815) wiens boekencollectie mede aan de basis lag van Museum Meermanno.

### Vertaling / bewerking
- De weldaadige Zwitser. Tooneelspel in drie bedryven. [Amsterdam, 1798].

- Biografisch Portaal: 96570336
- Digitale Bibliotheek voor de Nederlandse Letteren: doll002
- International Standard Name Identifier: 0000 0003 9220 1127
- Nederlandse Thesaurus van Auteursnamen: 070141134
- Virtual International Authority File: 286163338
- WorldCat: E39PBJgxkgYKp8F8vgDqvrGPwC